# Thank U, Next (single)
Thank U, Next (gestileerd in onderkast) is een single van de Amerikaanse zangeres Ariana Grande. Het maakt deel uit van haar vijfde studioalbum met de gelijknamige titel. Het werd onverwachts uitgebracht door Republic Records op 3 november 2018. In het nummer vertelt Grande over haar exen en wat ze van hen heeft geleerd.

## Muziekvideo
De muziekvideo werd uitgebracht op 30 november 2018 en werd geregisseerd door Hannah Lux Davis. Zij regisseerde ook al vorige clips, zoals die van Breathin, Into You, en Side To Side. De video was een enorm succes en behaalde het record voor de meeste weergaven in 24 uur op YouTube. Dit record is echter al verbroken.
In de clip zijn er veel verborgen referenties aan films uit begin jaren 2000, waaronder Mean Girls, 13 going on 30, Legally Blonde en Bring It On. Daarnaast zijn er veel cameo's te zien, die hieronder zijn opgelijst in volgorde van verschijning:
- Colleen Ballinger, youtuber en comédienne, tevens vriendin van Grande.
- Jonathan Bennett, acteur die in Mean Girls meespeelde.
- Matt Bennett, acteur met wie Grande nog in Victorious speelde.
- Jennifer Coolidge, actrice die in Legally Blonde meespeelde.
- Gabi Demartino, youtuber en look-alike van Grande. Haar video waarin ze het leven van Grande persifleerde veroorzaakte veel ophef.[4]
- Stefanie Drummond, actrice die in Mean Girls meespeelde.
- Elizabeth Gilles, actrice met wie Grande nog in Victorious speelde. Tevens goede vriendin.
- Kris Jenner, Amerikaanse realityster.
- Daniella Monet, actrice met wie Grande nog in Victorious speelde.
- Victoria Monét, zangeres en goede vriendin van Grande.
- Tayla Parx, zangeres en goede vriendin van Grande.
- Troye Sivan, zanger met wie Grande "Dance To This" zong.

## Awards en nominaties
Een overzicht van de awards waarvoor het nummer in 2019 in aanmerking kwam:
| Jaar | Organisatie                     | Award                          | Resultaat   |
| 2019 |                                 |                                |             |
| ---- | ------------------------------- | ------------------------------ | ----------- |
| 2019 | Nickelodeon Kids' Choice Awards | Favorite Song                  | Gewonnen    |
| 2019 | Denmark Gaffa-Prisen Awards     | International Song of the Year | Gewonnen    |
| 2019 | Sweden Gaffa Awards             | International Song of the Year | Genomineerd |
| 2019 | Teen Choice Awards              | Choice Pop Song                | Gewonnen    |
| 2019 | MTV Video Music Awards          | Video of the Year              | Genomineerd |
| 2019 | MTV Video Music Awards          | Best Pop Video                 | Genomineerd |
| 2019 | MTV Video Music Awards          | Best Cinematography            | Genomineerd |
| 2019 | MTV Video Music Awards          | Best Direction                 | Genomineerd |
| 2019 | MTV Video Music Awards          | Song of the Year               | Genomineerd |
| 2019 | MTV Europe Music Award          | Best Video                     | Genomineerd |